# Ralph Hegnauer
Ralph Hegnauer (22. rujna 1910. – 17. studenog 1997.) bio je švicarski mirovni aktivist. 

## Život
Hegnauer je rođen u Aarau kao sin industrijalca Rudolfa Hegnauer i Ide Hegnauer. Bio je zaposlen u banci u Argentini prije nego što se počeo uključivati u mirovni pokret.
Stupio je u kontakt s mirovnom organizacijom Service civil international (SCI). Od 1937. do 1939. sudjelovao je u grupi Ayuda Suiza u humanitarnim aktivnostima koje je SCI imao tijekom Španjolskog građanskog rata. U ovoj je grupi upoznao svoju buduću suprugu Idy Hegnauer, koja je do kraja svog života ostala suradnica u mirovnom aktivizmu.
Hegnauer je bio tajnik švicarskog ogranka SCI-ja od 1944. godine i pomagao je u osnivanju i razvoju njegovih njemačkih i francuskih podružnica. Organizirao je volonterske kampove u različitim dijelovima Europe. Također se aktivirao u humanitarnoj pomoći i mirovnom aktivizmu izvan Europe. Ralph i Idy Hegnauer podržali su rad Ujedinjenih naroda za pomoć izbjeglicama u Pojasu Gaze u Palestini. Od 1950. do Godine 1954. podržavali su razvoj volonterskog rada Međunarodne državne službe u Indiji i Pakistanu. Sudjelovao je u volonterskim projektima u Libanonu, ali je zbog svojih antiratnih uvjerenja zamoljen da napusti zemlju.
Godine 1952. Ralph Hegnauer postao je šef SCI-ja i na toj je poziciji, kao međunarodni tajnik, ostao do 1971. godine. Nakon toga je sve do 1975. godine bio međunarodni predsjednik organizacije. Od 1975. do kraja svog života uspostavio je i vodio međunarodnu arhivu Međunarodne državne službe u La Chaux-de-Fondsu.
Tijekom života napisao je nekoliko članaka, eseja i poglavlja u knjigama o radu na pružanju pomoći izbjeglicama, nenasilju i antimilitarizmu.
Preminuo je 1997. u Zürichu.